# Rzut wolny (rugby union)
Rzut wolny (ang. free kick) – stały fragment gry w rugby union przyznawany jednej z drużyn w przypadku niewielkiego przewinienia drużyny przeciwnej lub rozgrywany po chwycie "mam".

## Okoliczności przyznania rzutu wolnego
Rzut wolny przyznawany jest przez sędziego jednej z drużyn w przypadku popełnienia przez zawodników drużyny przeciwnej przewinienia (drobniejszego niż w przypadku rzutu karnego), niezależnie od położenia na boisku. Przewinieniami takimi są m.in.:
- gra na czas[2],
- brak niezwłocznego sprowadzenia podnoszonego przez siebie gracza na ziemię[3],
- brak niezwłocznego wykopu piłki z linii 22 m lub linii bramkowej[4],
- uczestniczenie w ruckuu lub maulu z głową lub barkami poniżej linii bioder[5],
- ponowne wprowadzanie piłki do rucka lub młyna[6],
- udawanie, że ruck lub maul zostały zakończone[7],
- nieutrzymanie korytarza pomiędzy zawodnikami obu drużyn podczas wrzutu z autu[8],
- podnoszenie zawodnika lub skakanie podczas wrzutu z autu zanim piłka opuści ręce wrzucającego[9],
- brak niezwłocznego wrzutu piłki z autu lub udawanie wrzutu[10],
- brak gotowości do związania młyna w ciągu 30 sekund[11],
- nieusłuchanie komendy "crouch" lub "set" w młynie[12],
- błąd we wrzucie piłki do młyna[13],
- pchnięcie przeciwników w młynie przed wrzutem piłki,
- niepodjęcie przez młynarza próby zagrzebania piłki w młynie[14],
- tylko w rugby 7 – nieprzebycie przez piłkę kopaną ze wznowienia gry na środku boiska 10 m lub jej wykopanie bezpośrednio w aut[15]

Rzut wolny drużyna otrzymuje też w sytuacji niezwiązanej z przewinieniem przeciwników: po chwycie "mam", tj. złapaniu z powietrza kopniętej przez przeciwnika piłki we własnym polu 22 m i krzyknięciu "mam" (ang. mark).
Sędzia nie jest zobowiązany do natychmiastowego odgwizdania rzutu wolnego po przewinieniu, jeśli drużyna, na rzecz której rzut wolny byłby przyznany, pozostaje w posiadaniu piłki. Sędzia może w takim wypadku odgwizdać rzut wolny po pewnym czasie (np. gdy ta drużyna utraci piłkę, w przypadku kolejnego naruszenia przepisów, wyjścia piłki poza boisko itp.), o ile drużyna, której ten rzut wolny się należał nie odniosła w tym czasie korzyści (taktycznej lub terytorialnej).
Rzut wolny sygnalizowany jest przez ustawionego równolegle do linii autowej sędziego podniesieniem ramienia ugiętego pod kątem prostym w górę, skierowanej w kierunku pola punktowego drużyny, której rzut karny został przyznany. Następnie sędzia odpowiednim gestem pokazuje rodzaj przewinienia. W przypadku stosowania przywileju korzyści sędzia sygnalizuje ten fakt wyprostowaną ręką skierowaną poziomo w kierunku pola punktowego drużyny, która z niego korzysta.

## Sposoby wykonywania rzutu wolnego
Celem rzutu wolnego jest wznowienie gry po przewinieniu. Rzut wolny rozgrywa się z miejsca przewinienia, ale nie bliżej niż 5 m od linii bramkowej. Od tej zasady istnieją wyjątki: na przykład w przypadku kolejnego przewinienia po sygnalizacji rzutu wolnego (np. przeszkodzenia w jego wykonaniu) miejsce rzutu wolnego może być przesunięte o 10 metrów w stronę pola punktowego przeciwnika. Zawodnik rozgrywający rzut wolny może także zagrać piłkę z miejsca dalszego od pola punktowego przeciwnika, o ile pozostaje w linii równoległej do linii bocznej od punktu przewinienia.
Sposób wykonania rzutu wolnego wybiera drużyna, której go przyznano. Rzut wolny odbywa się poprzez kop z ręki (z powietrza), kop po koźle (drop), kop z ziemi, młyn lub wrzut z autu (jeśli przewinienie dotyczyło autu). Podczas kopa zawodnicy drużyny przeciwnej powinni znajdować się co najmniej 10 metrów przed nim (chyba że rzut wolny zostanie wykonany tak szybko, że nie mieli szansy wrócić – jednak i w tej sytuacji przed włączeniem się do gry muszą znaleźć się przed linią 10 metrów od miejsca, z którego wykonano kop).
Kop z rzutu wolnego w aut jest traktowany inaczej niż w przypadku rzutu karnego, a identycznie jak kop w grze otwartej: w przypadku, gdy piłka kopana jest z własnego pola 22 m, aut dyktowany jest w miejscu, w którym opuściła boisko. Jeżeli piłka jest kopana spoza własnego pola 22 m, aut dyktowany jest w miejscu, w którym opuściła boisko, tylko jeżeli wcześniej odbiła się od boiska – w innym przypadku aut dyktowany jest na wysokości miejsca kopu. Wrzut z autu należy w takiej sytuacji do przeciwników. 
Rzut wolny po chwycie "mam" jest wykonywany przez zawodnika, który chwycił piłkę i krzyknął "mam". Rzut wolny jest wykonywany w takiej sytuacji z miejsca chwytu, ale nie bliżej niż 5 m do pola punktowego.
Po rzucie wolnym, w przeciwieństwie do rzutu karnego, nie można kopać piłki na bramkę – drużyna może zdobyć punkty z drop goala dopiero po tym, jak piłka stanie się martwa lub przeciwnik zagra piłką, dotknie jej lub zaszarżuje gracza z piłką.